# Боковская волость (Александрийский уезд)
Боковская волость — административно-территориальная единица Александрийского уезда Херсонской губернии.

## История
По состоянию на 1864 год год население 3304 человека мужского пола и 3090 женского. Волостной глава — Долгаль, заседатель — Радченко, казённый заместитель — Яцечко, писарь — Герка.
По состоянию на 1 января 1865 года население 3517 человек мужского пола и 3408 женского, в том числе духовных — 16 и 27, дворян и чиновников в отставке — 5 и 3, евреев — 39 и 41 соответственно.
По состоянию на 1886 год год состояла из нескольких поселений, 3 сельских общин. Население 9247 человек (4642 мужского пола и 4605 женского), 1661 дворовое хозяйство.
Из документа 1886 года:
Стан 3. Земский участок 10. Адрес волостного правления — почтовое отделение Братолюбовка Александрийского уезда, оттуда в с. Боковое. Православные церкви в волости были в с. Боковое (Карабиловка), с. Варваровка, с. Гуровка. Волостной центр — с. Боковое (Карабиловка), р. Боковая, дворов 570, жителей 3352 (1679 муж., 1673 жен.), волостное правление, православная церковь, земская почтовая станция, земская школа уч. 170 (м. 150, д. 20), церковно-приходская школа уч. 13 (м. 10, д. 3), метеорологическая станция, 10 лавок, винная лавка, оптовый склад вина и спирта, корчма, 50 базарных дней, уездный город в 55 верстах, станция ж.д. Долинское в 26 верстах. Акацатовых ус., Анновка д. (Цыбульчина), Бойковка д. (Чечелева), Боковое с. (Карабиловка), Булаха х., Буцкаго 2 ус., Вакулы 2 х. (Розварино, Разварино), Варваровка с., Вольскаго х., Гаевских х., Гаевской х, Глиняная пос., Глиняной х. (Акацатовой), Грузкая пос., Гуровка с., Долинскаго х., Долинских ус., Жежеля х., Иванова ус., Исаевича ус., Кашля х., Котовка д., Крестьянский х. (Бессарабова Балка, Бессарабский), Ласкаваго 2 ус., Мажаровка д., Обитоки д., Порфировка д., Солдатский х., Сытаевка д. (Сытаевых, Марьевка, Гаевских), Таранухиной х. (Дембинской, Грузский), Терноватка пос., Цыбульской х., Шамраевой х. (Шамравка), Школы х., Яголковской х., Яцечка х.».
По состоянию на 29 мая 1903 года старшина — А. А. Кузьменко, председатель волостного правления. Правление имело гербовою печать.
|                        | Площадь, десятин | В том числе пахотной, дес. |
| ---------------------- | ---------------- | -------------------------- |
| Сельских общин         | 19 342           | 11 840                     |
| Частной собственности  | -                | -                          |
| Казённой собственности | 5364             | 1315                       |
| Другой собственности   | 150              | 50                         |
| Всего                  | 24 856           | 13 206                     |

Поселения волости:
- Бокова — село при реке Боковой в 63 верстах от уездного города, 2599 человек, 478 дворов, православная церковь, больница, школа, аптека, 4 лавки, винный склад, ярмарка: 6 января, первое воскресенье поста, страстное воскресенье, на день Преполовения, 24 июня и 22 октября, рынки по воскресеньям;
- Варваровка — село при реке Боковой, 2995 человек, 543 двора, православная церковь, школа, 2 лавки, базары по воскресеньям;
- Гуровка — село при реке Боковой, 3653 человека, 640 дворов, православная церковь, школа, 4 лавки, базары по воскресеньям;
- Порфировка;
- Бойковка;
- Мажаровка;
- Анновка;
- Карабиловка (Карабилово).